# خالد التیماوی
خالد التیماوی (انگلیسی: Khalid Al Temawi؛ زادهٔ ۱۹ آوریل ۱۹۶۹) یک بازیکن فوتبال اهل عربستان سعودی است.
از باشگاه‌هایی که در آن بازی کرده‌است می‌توان به الهلال عربستان اشاره کرد.
وی همچنین در عربستان سعودی بازی کرده است.